# The Things That I Used to Do

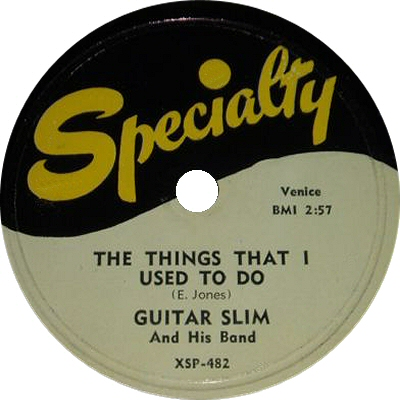
Guitar Slim - The Things That I Used to Do

The Things That I Used to Do ist ein Bluesstandard, der 1953 von Guitar Slim (Eddie Jones) geschrieben und bei Specialty Records veröffentlicht wurde. Produzent der Single war der junge Ray Charles.

## Allgemeines
Der Song wurde einer der größten Hits von Speciality Records, obwohl der Eigentümer Art Rupe befürchtete, dass sich das Stück nur bei der ländlichen Bevölkerung des Südens durchsetzen könnte, da Guitar Slim ein Bluessänger war. Aber der Song wurde von den R&B-Radiosendern des Nordens ebenfalls gespielt, und so erreichte er auch die städtische Bevölkerung des Nordens. Das Stück wurde ein landesweiter Hit und blieb insgesamt 42 Wochen in den R&B-Charts. Vom 30. Januar bis zum 13. Februar 1954 stand es auf Platz 1. Der Erfolg verhalf Guitar Slim zu vielen neuen Auftritten, unter anderen auch im Apollo Theater in New York.

## Song
Der Song wurde von Ray Charles in Richtung Gospel arrangiert, da Guitar Slim eine weniger erwachsene Stimme hatte als viele Bluessänger der damaligen Zeit. Auch kam dies dem Inhalt des Songs entgegen, der eine eher philosophisch, religiöse Grundstimmung hat. Der Song handelt vom Verlassenwerden. Obwohl der Sänger die Dinge, die er angestellt hat, nie wieder machen wird (The things that I used to do, Lord, I won´t do no more), verlässt ihn sein Mädchen für einen anderen Mann (.. that you was hit out wit yor other man.) Und so schickt er das Mädchen zu ihrer Mutter und geht selbst zu seiner Familie zurück, denn er kann nichts mehr tun, was sie zufriedenstellen würde. (’Cause nothing I do that please you, Baby Lord, I just can’t get along with you.).
Der Song wurde in die Rock and Roll Hall of Fame und in die Blues Hall of Fame der Bluesfoundation aufgenommen.

## Coverversionen
Von diesem Song gibt es viele Coverversionen. Alleine auf der Seite von Secondhandsongs werden 32 Versionen aufgelistet. Die Jahresangaben beziehen sich auf die Veröffentlichung.
| - Lloyd Price - Earl King 1960 - Little Junior Parker 1964 - Ike und Tina Turner 1964 - James Brown 1964 - Chuck Berry 1964 - Little Johnny Taylor 1966 - Earl Gaines 1967 - Bobby Rush 1967 - Buddy Guy 1968 - The Elvin Bishop Group 1969 - Guitar Junior 1969 - Chick Willis 1970 - Freddie King 1970 - Rockin’ Dopsie 1970 - Little Milton 1970 - Lightnin’ Slim 1971 - Jimmy Dawkins 1972 | - Ike Turner 1972 - Luther Johnson 1973 - Big Joe Turner 1977 (Joe Turner gab auch dem dazugehörigen Album den Titel des Songs) - Lefty Dizz 1979 - Doug Sahm 1980 - Albert Collins 1981 - Stevie Ray Vaughan and Double Trouble 1984 - Muddy Waters 1985 - Bob Gaddy 1986 - Jimi Hendrix 1989 - Clarence Edwards 1990 - Smokey Wilson 1990 - Bennie Smith 1993 - Luther Allison 1994 - G. Love and Special Sauce 1994 - Sarasota Slim 1996 - Guitar Slim Jr. 1996 - Johnny B. Moore 1997 |

Auch in den folgenden Jahren kamen zahlreiche weitere Coverversionen des Songs hinzu, erwähnenswert u. a. die Fassung von Van Morrison und Joey DeFrancesco auf ihrem 2018 erschienenen gemeinsamen Album You're Driving Me Crazy.